# ローマクラブ

ローマクラブ（Club of Rome）は、スイスのヴィンタートゥールに本部を置く民間のシンクタンク。1972年発表の第1回報告書「成長の限界」は世界的に注目された。

## 概要

### 発足
イタリアのタイプライター世界トップメーカー、オリベッティ社の副会長であったアウレリオ・ペッチェイ（Aurelio Peccei）は、世界の人口が幾何級数的に増加するのに対して、食糧・資源は増やせるにしても直線的でしかなく、近い将来に地球社会が破綻することは明らかであり、世界的な運動を起こすべきだと考えていた。それに対して、スコットランド人科学者で政府の政策アドバイザーでもあったアレキサンダー・キングが賛同し、資源・人口・軍備拡張・経済・環境破壊などの全地球的な「人類の根源的大問題(The Problematique)」に対処するために設立した。世界各国の元国家元首の政治家、元外交官、産業人、自然・社会科学者、各種分野の学識経験者などが集まり、1968年4月に立ち上げのための会合をローマで開いたことからこの名称になった。1969年にアウレリオ・ペッチェイを初代の会長に選出した。1970年3月に正式発足した。

### 創設者
アウレリオ・ペチェフィ：フィアット、オリベッティでビジネスマンとして働いてきた彼が、ローマクラブ創設者であった。その卓抜した将来を見通す力、人類の運命への使命感は、若い時代にムッソリーニのファシスト政権を倒そうとして地下組織で活動していた時から一貫している。第一級の思想家であった。今では常識となっている「成長の限界」を予言し、世の中の人々にわかってもらうには数値シミュレーションが必要だとして、それを託せる学者、ジェイ・フォレスターMIT教授を探し当てる。そして、メドウス夫妻（デニス・メドウズ、ドネラ・メドウズ）ら、若い助手と大学院生が2年弱でモデルを作り上げ、シミュレーションにより危機的な将来を見せ、世に問うところまで持ち込んだ。彼は、自国主義に陥っていく60-70年代の世界各国の政治を見て、人類の環境が維持できなくなると警告している[要出典]。今日のトランプ大統領のアメリカ・ファースト、欧州の極右勢力などのポピュリジウムの台頭など、大衆が動かされてしまう風潮を見通している[要出典]。

### 組織
ローマクラブの構成員の中心は、約100名の正会員（Full Member）で、その他、20数名の準会員（Associate Member）、数名の関連組織代表メンバー（Ex-Officio Members）、40数名の名誉会員（Honorary Member）が在籍する。
正会員の中から、執行委員会（Executive Committee）の委員12名が総会（General Assembly）で選挙により選出され、会長選出を含む一切の組織運営が委任されている。現在、日本支部長も務める林良嗣正会員が、執行委員を務めている。会員、執行委員、あるいは会長の推薦は、推薦委員会（Nominations Committee）が、候補者の適否を調査して、総会あるいは執行委員会に提出する。
本部は、当初はローマに置かれたが、1984年にパリ、1998年にドイツのハンブルク、そして2008年にスイスのヴィンタートゥールへ移転した。また、各国支部があり、2019年3月に日本支部も正式に設立認定された（事務局：名古屋市　東海学園大学名古屋キャンパス内）。
会長は、初代のアウレリオ・ペッチェイ、第2代アレキサンダー・キング（1984-1990年）、第3代リッカード・ディエ・ライトナー（1990-1998年）、第4代プリンス・エル・ハッサン・ビン・タラール（2000-2007年）、第5代アショーク・コシュラーとエーバーハルト・フォン・ケーバー（2007-2012年）と受け継がれた。2012年10月には、スウェーデンの元欧州議会議員であったアンダース・ワイクマンと、横断学理を考究するカッセル大学の創設学長を経て、地球環境を対象とする世界初の研究機関であるヴッパータール研究所を設立し、ドイツ連邦議会の元環境委員長であるエルンスト・ウルリッヒ・フォン・ヴァイツゼッカーの2人が共同会長に選出された。
2018年10月にローマで開催された創設50周年総会では、南アフリカの黒人女性で故ネルソン・マンデラと共に黒人人権獲得闘争を担ってきたマンペラ・ランペレと、EUを中心として気候変動、エネルギー問題などを含む低炭素経済とグリーンビジネス推進の著名なファシリテータであるサンドリン・ディクソン・デクレーヴ（英語版）が選出された。ローマクラブ史上初の女性二人による共同会長の誕生で、男性中心、欧州中心であったクラブにとっても、新しい時代の幕開けと言っていい画期的な出来事である。2023年総会でランペレは退任し、ポール・シュリヴァスタヴァに交代した。

## メンバー
ローマクラブは、2024年6月現在130名の正会員（Full Member）、26名の名誉会員（Honorary Member）、23名の準会員（Associate Me）。

### 共同会長
- サンドリーン・ディクソン＝デクレーヴ – 気候コーディネータ、英国チャールズ国王アドバイザー
- ポール・シュリヴァスタヴァ – ペンシルバニア州立大学教授、前Future Earth事務局長

### 名誉会長
- エルンスト・フォン・ワイツゼッカー – ドイツ議会初代環境委員長、ヴッパータール気候環境エネルギー研究所創始者
- アンダース・ワイクマン – 元EU議会議員
- マンペラ・マンペレ – 元南アフリカ黒人開放運動家、元世界銀行副総裁、元ケープタウン大学学長

### 著名な会員・名誉会員
- ミハイル・ゴルバチョフ  - 元ソビエト連邦共産党書記長として、1988年からペレストロイカ（政治体制改革）とグラスノスチ（情報開示）を推進し、共産圏の民主化を進めるとともに冷戦を終結させ、西側諸国との融和を図った。2000年に制定された地球憲章（Erath Charter）初案起草の中心となった。
- ワンガリ・マータイ - グリーン・ベルト運動の創設者、ノーベル平和賞受賞者。

- リヒャルト・フォン・ワイツゼッカー – 1985年の5月8日（ドイツの無条件降伏の日）に「過去に目を閉ざす者は、現在にも盲目となる」と語った演説で世界に知られた、元ドイツ連邦共和国大統領
- エメカ・アニャオク（Emeka Anyaoku）　- 前WWF総裁、元英連邦事務局長（Commonwealth Secretary-General）。
- ヘイゼル・ヘンダーソン - 未来学者、進化経済学者。
- マーヤ・ゲーペル - 持続可能性研究者、ドイツ地球変動諮問評議会元事務局長。

### 日本人正会員(Full Member)
ローマクラブの草創期には、日本から大来佐武郎、小林宏治、その後大島恵一、茅陽一が正会員として参画した。2024年6月現在の日本における正会員は、以下の通りである。
- 林良嗣　- ローマクラブ執行役員・日本支部長。名古屋大学名誉教授、東海学園大学卓越教授、中部大学卓越教授、前世界交通学会(WCTRS)会長、清華大学招聘傑出教授。
- 小宮山宏 - 三菱総合研究所理事長、プラチナ構想ネットワーク会長、第28代東京大学総長。
- 野中ともよ - NPO法人ガイア・イニシアチブ代表、元三洋電機会長、元ジャーナリスト・NHK/テレビ東京メインキャスター。
- 黒田玲子 - 中部大学特卓越教授。東京大学名誉教授、スウェーデン王立科学アカデミー会員、元国際科学会議(ICSU)副会長、元国連事務総長科学諮問委員。
- 沖大幹 - 東京大学教授、元国連大学上級副学長・国連事務次長補

### 日本人名誉会員(Honorary Member)
2024年6月現在の名誉会員は、以下の通りである。
- 松浦晃一郎 - 国際連合教育科学文化機関（ユネスコ）第8代事務局長、元フランス特命全権大使、中部大学客員教授。
- 茅 陽一 - 地球環境産業技術研究機構(RITE)顧問、元IPCC日本代表、東京大学名誉教授
- ローマクラブ名誉会員であった元国連難民高等弁務官、緒方貞子 は、「「難民」は、人種、宗教、国籍、政治的意見または特定の社会集団に属するという理由で、自国にいると迫害を受けるおそれがあるために他国に逃れ、国際的保護を必要とする人々」との定義を超えて、コソボ紛争などで国境を越えない人々の命を救った。このため、アジアのマザーテレサとも呼ばれた。
- 創価学会名誉会長の池田大作も日本人名誉会員だった。

### 日本支部
ローマクラブ日本支部（Association of The Club of Rome）は、2019年3月に本部より正式にその創設の認可を受けた。支部長（President）は、林良嗣執行役員。現在の事務局は、東海学園大学名古屋キャンパス（〒468-8514 名古屋市天白区中平二丁目901番地）に置かれている。

## 今日までの略史
ペッチェイが依頼したMITグループによるシミュレーションモデルの分析結果は、1972年に「成長の限界（The Limits to Growth）」として世に出され、30カ国語以上に訳され、160万部以上が出版され、世界中で読まれた。
このドネラ・メドウス、デニス・メドウズ、ヨルゲン・ランダースらによる第1号レポート「成長の限界」では、(今後、技術革新が全くないと仮定すると。＝日本語では削除)現在のままで人口増加や環境破壊が続けば、資源の枯渇（あと20年で石油が枯渇する）や環境の悪化によって100年以内に人類の成長は限界に達すると警鐘を鳴らしており、破局を回避するためには地球が無限であるということを前提とした従来の経済のあり方を見直し、世界的な均衡を目指す必要があると論じている。団体として1973年にドイツ書籍協会平和賞を受賞した。
しかし、地球環境問題に関して、ローマクラブはNPOであり、世界の市民に訴えることはできても、各国政府を行動させることは困難であった。そこで、拘束力を持たせるために国連に対して対応する委員会を設置するように働きかけたのが、草創期のフルメンバーであり執行委員会（Executive Committee）メンバーでもあった大来佐武郎であった。手続きとしては、日本政府が国連に対して、「環境と経済」に関する委員会の設置を提案。これが採択されて、ノルウェー元首相のグロ・ハーレム・ブルントラントが委員長になって1984年に「環境と開発に関する世界委員会」(World Commission on Environment and Development, WCED)が設立され、ブルントラント委員会と呼ばれるようになり、その報告書「われら共通の未来（Our Common Future）」において「持続可能な開発（Sustainable Development）」の概念が打ち出された。このような、人類の重要課題に対して世界を動かしたのが日本人フルメンバーの大来佐武郎であり、中曽根首相も賛同して1987年に同委員会がレポートOur Common Futureとして取りまとめる会議を日本に招いた。このように、当時の地球規模課題に対する日本の貢献は大きかった[要出典]。
デニス・メドウズの主張を、普通に解釈すると、技術革新が有ると石油は無尽蔵にある、成長の限界は無いと言える。しかし、政治利用され、デニス・メドウズの主張は無視されてきた。続編『限界を超えて－生きるための選択』（1992年）では、資源採取や環境汚染の行き過ぎによって21世紀前半に破局が訪れるという、更に悪化したシナリオが提示されている。ローマクラブでは、各会員によって環境・情報・経済・教育などをテーマとした活発な活動が展開され、その成果が各会員またはその研究グループの著書として引き続き刊行され、今日までに40余がローマクラブレポートとして認定されている。
その中で、エルンスト・フォン・ワイツゼッカーが主著者として、気候変動締約国京都会議（COP3）の前に出版された「ファクター4（Factor 4）」は、第1レポート「成長の限界」が人類の危機を訴えたのに対して、経済的豊かさを2倍にしつつ、資源消費を半減させること(Factor 4)により、持続不可能な地球を持続可能な軌道に導く指針を分かり易く示した画期的なレポートであった。
その後、「世界発展のための新しい道」として環境問題など5つの分野で提言を行なっている。2007年には、OECD、欧州議会、WWFと共同で「Beyond GDP」という会議が開催され、進歩と富と幸福を計る尺度について議論が交わされた。2008年11月にはローマクラブ創設40周年の会議がスイスで開催され、スイスの氷河の後退など地球温暖化の脅威に関する報告などがあった。
「ファクター4」の続編「ファクター5」（ドイツ語版：2011年刊、日本語版：明石書店2014年刊）では、「ファクター4」を更に進めて、豊かさは経済（GDP）ではなくQOLであるとし、Efficiency（経済vs資源効率）からSufficiency（少ない資源消費で「足るを知る」）へのパラダイム転換を訴えている。「ファクター4」は単独技術に基づく提案であったが、ここでは、技術をシステムとして捉え直している。地球上の70億人全員が現在のアメリカ人と同レベルの資源消費性向を持てば、地球が5つ必要となる。しかし、現存技術を使った省エネをシステマティックに組み合わせて実施することで、人類の現在の生活の質の低下をさせることなくエネルギーと資源の消費を1/5にする事が可能であることを、具体的な実例をあげて説明している。そして、これまでその実現を阻んで来たもの、つまり既得権益、新自由主義の考え方などをどのように克服してゆくべきかを提案している。
ローマクラブ創設から半世紀が経ち、人類は新たな段階（人新世 Anthropocene）に入った。世界では際限ない都市化とライフスタイル変化、その要求に伴う過剰な開墾、生産活動によって、地球1個の再生産能力を上回って資源を使い尽くすオーバーシュート問題、気候変動に伴う極端気象、飽食と飢餓、空前の富と貧困の格差など、様々な問題が次々と噴出した。 2017年12月に、レポート“Come on – Capitalism, Short-termism, Population and the Destruction of the Planet”（英語版、Springer）、“Wir sind Dran”（ドイツ語版、Gutes Loher Verlags Haus）が刊行された。「成長の限界」から半世紀を経て今日生じてきた、これらの状況を網羅的に書き込んだ包括的書物で、フォン・ワイツゼッカーとワイクマンが編著者となって、主要フルメンバー35名を著者として結集したローマクラブ初の企画であり、「成長の限界」に対応する50周年記念レポートである。現在各国語に訳されており、日本語版は2019年12月に"Come On!目を覚そう! -環境危機を迎えた「人新世」をどう生きるか?"(明石書店)として出版されている。